# Simulium laneportoi
Simulium laneportoi är en tvåvingeart som beskrevs av Vargas 1941. Simulium laneportoi ingår i släktet Simulium och familjen knott. Inga underarter finns listade i Catalogue of Life.